# Маяк

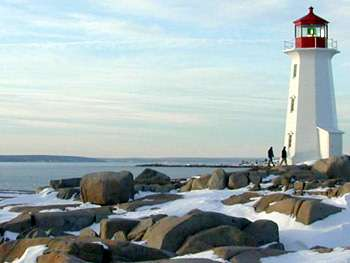
Маяк

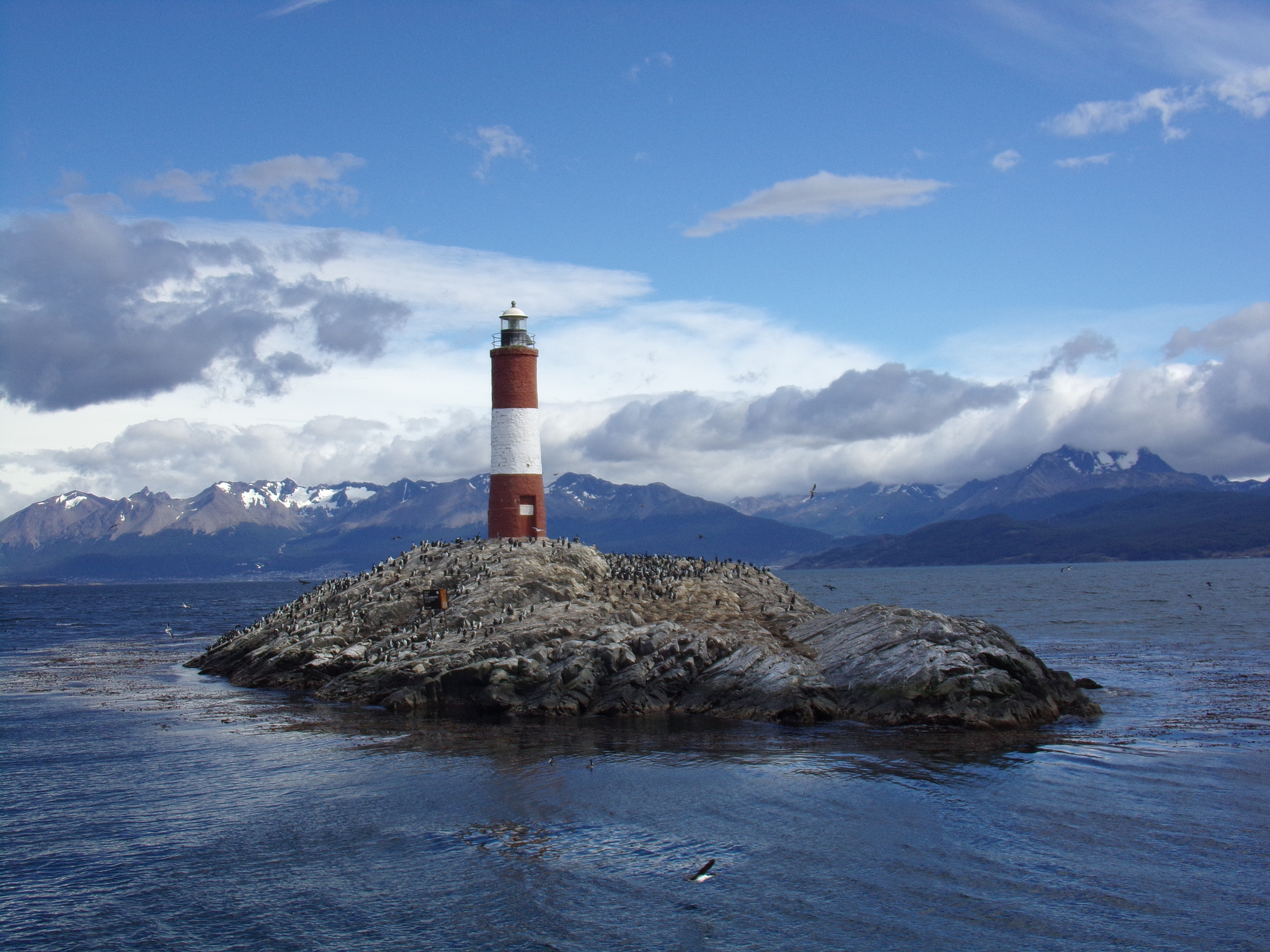
Маяк на кінці світу в Ушуая, Аргентина

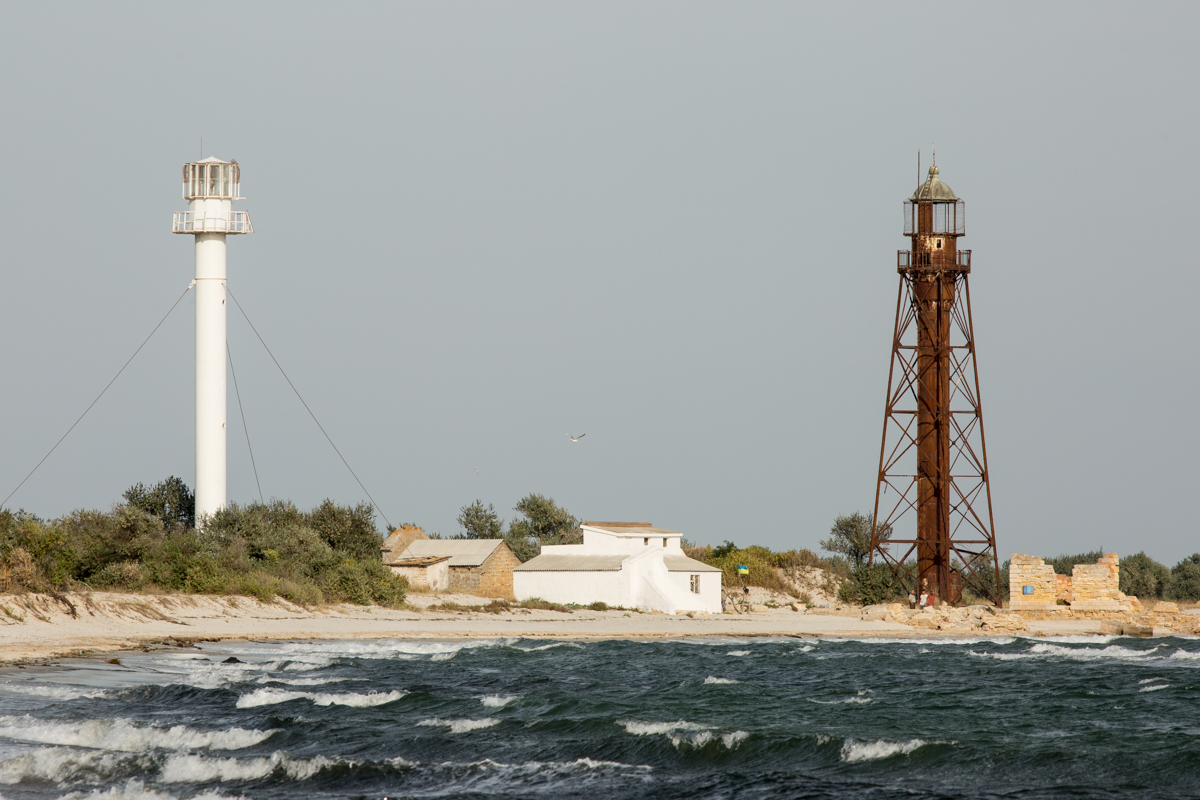
Маяки на острові Джарилгач, Україна

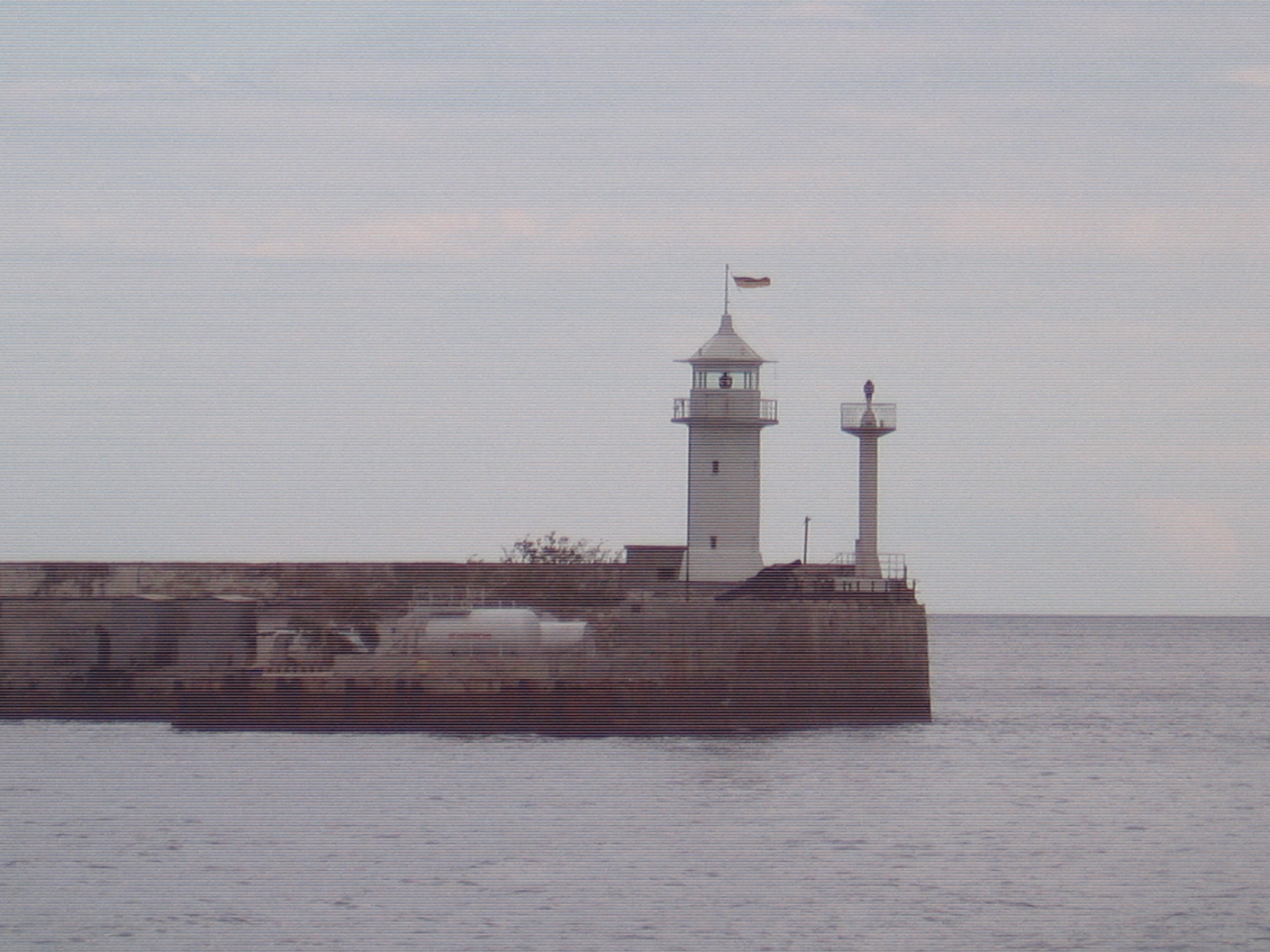
Мол з маяком у бухті Ялти (Крим)

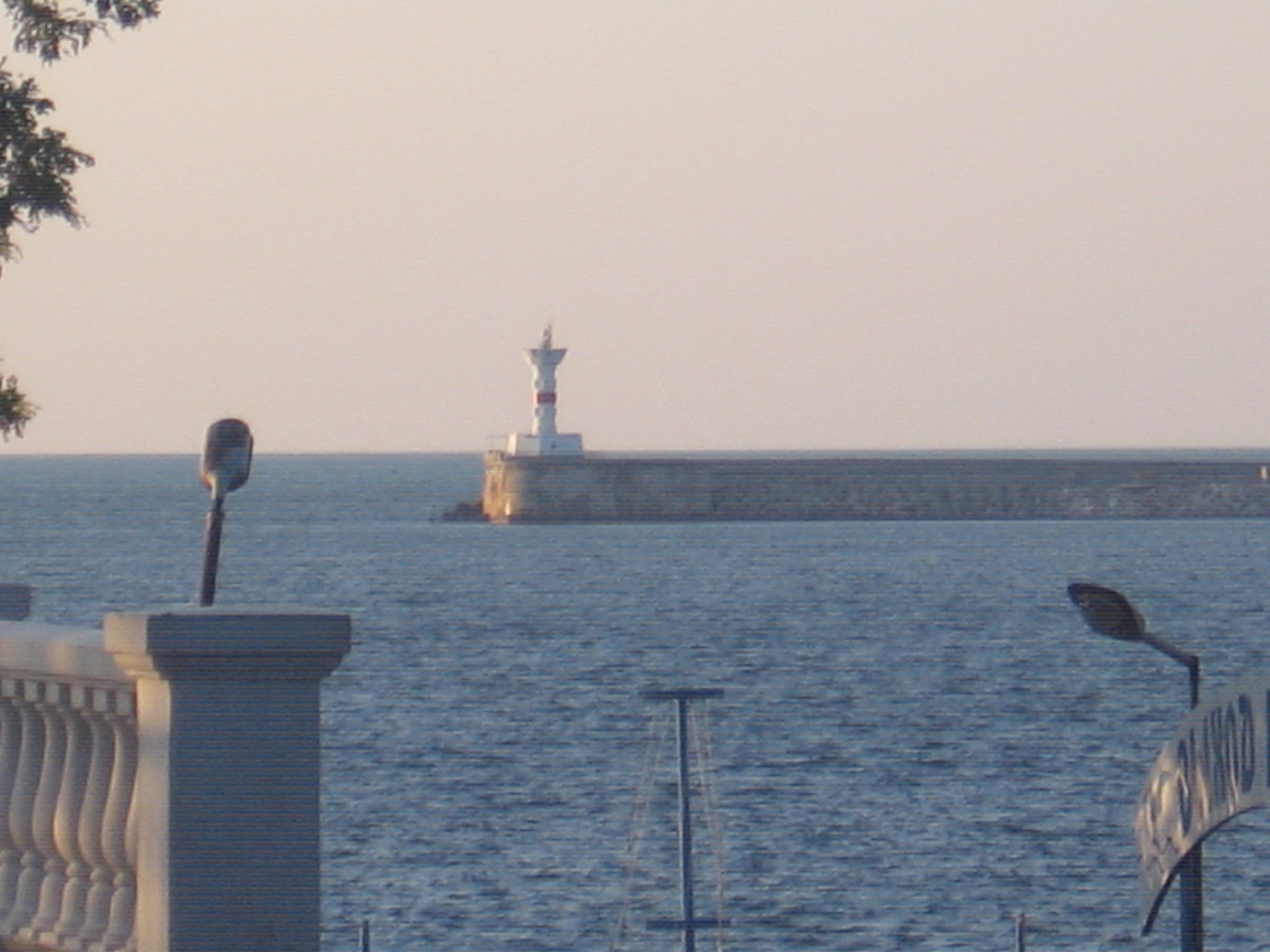
Маяк на вході в Севастопольську бухту.

Мая́к (слово пов'язане з маяти, маятися, маячити) — засіб обладнання морських шляхів у вигляді капітальної споруди баштового типу, призначений для позначення небезпечних місць, проходів для суден. Ця споруда має яскраве контрастне забарвлення, що візуально виділяє його на тлі навколишньої місцевості. Маяки оснащуються сильним джерелом світла і, як правило, забезпечуються оптичними засобами для посилення світлового сигналу, щоб бути добре помітними і в нічний час.

Відповідно до «Правил пропуску суден через судноплавні шлюзи України», Маяк — світловий знак облаштування водного шляху відповідного кольору на віддаленій від шлюзу ділянці захисної дамби, що позначає вхід суден до аванпорту.
Маяк може також подавати суднам звукові сигнали або передавати радіосигнал, щоб виконувати свою функцію також в умовах недостатньої видимості (тимчасовій, як в час туману, або постійної — наприклад, викликаною умовами рельєфу місцевості).
Завдяки застосуванню сучасних навігаційних технологій, роль маяків як навігаційного засобу дещо знизилася, і в наш час[коли?] кількість працюючих маяків у всьому світі не перевищує 1 500.

## Історія розвитку маяків

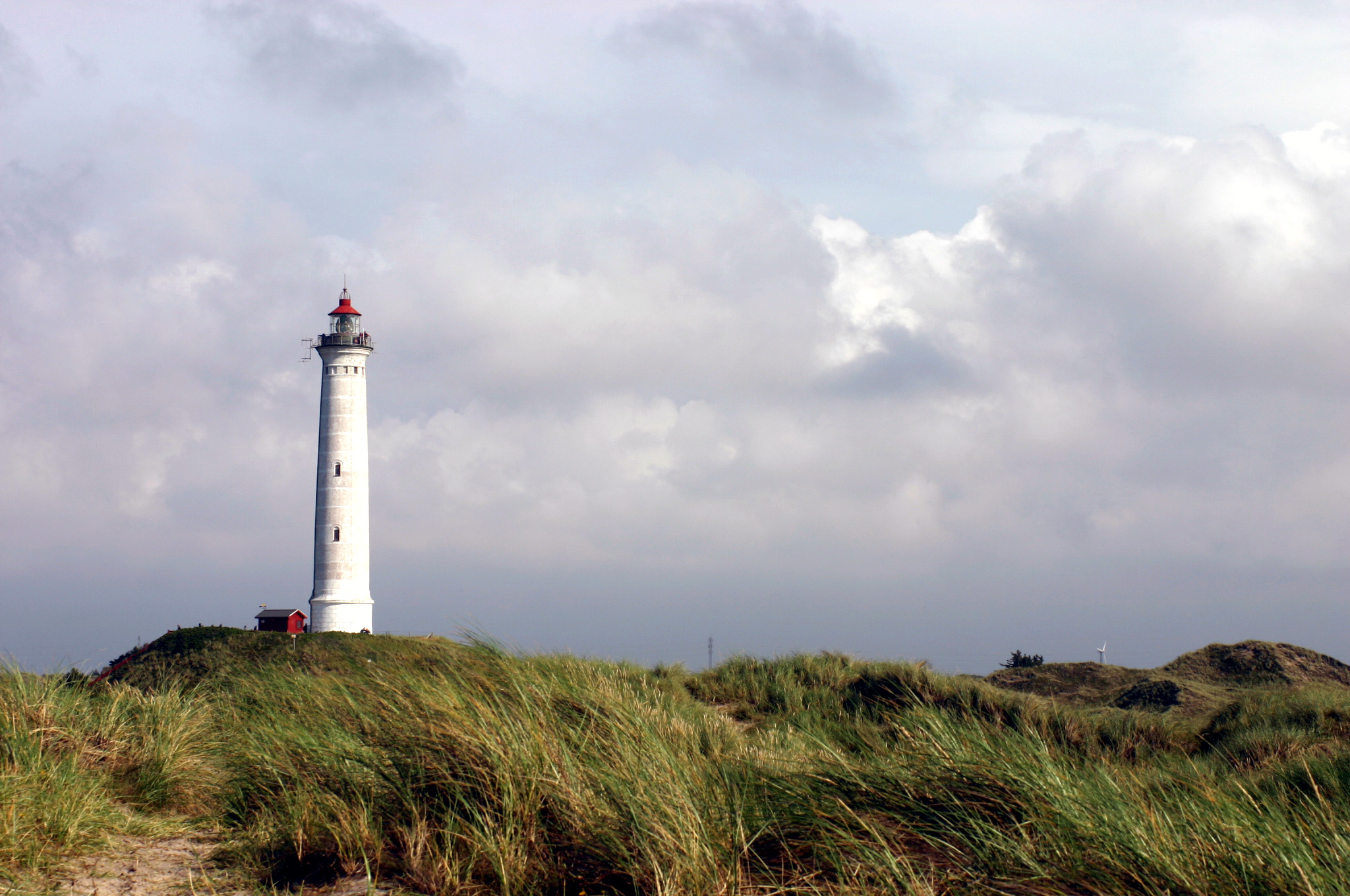
Типовий береговий маяк. Lyngvig, Данія.

Маяки будувалися з якнайдавніших часів — найвідомішим маяком в історії є одне з чудес світу — Александрійський маяк, побудований в 3 столітті до н. е.. І Греки і фінікійці вогнями кострищ розмічали небезпечні проходи.
У міру ускладнення конструкції маяків як джерело світла використовували кам'яне вугілля, ріпакову олію, гас.
Важливим етапом розвитку оптичного оснащення маяків став винахід в 1820 році лінз Френеля, що дозволили значно збільшити інтенсивність світлових пучків.
Удосконалювалася тримальна конструкція, з'явилося декілька типів маяків. Перший річковий плавучий маяк з'явився в 1729 році в гирлі Темзи, а через 60 років — в Північному морі — перший морський плавучий маяк.
У Північній Америці перший дерев'яний маяк поблизу Бостона був побудований 1716 року. Взагалі ж будівництво маяків йшло дуже поволі, у всьому світі на початок 19 століття їх було не більш ста.
1867 року в Одесі ввели в експлуатацію перший у Російській імперії електричний маяк.
Величезний внесок у вдосконалення конструкції маяків був зроблений на початку 20 століття шведським ученим Густавом Даленом, винахідником сонячного клапана, який дозволив автоматизувати роботу маяків, включаючи маяк вночі і вимикаючи при сонячній погоді. Необхідність в доглядачах маяків практично відпала, їх завдання зводяться тільки до екстреного ремонту маяків. Найважливіші маяки повністю автоматизовані. Удосконалення в навігації, застосування GPS привели до скорочення неавтоматизованих маяків, останній такий маяк був демонтований в 1990-ті роки.

## Типи маяків

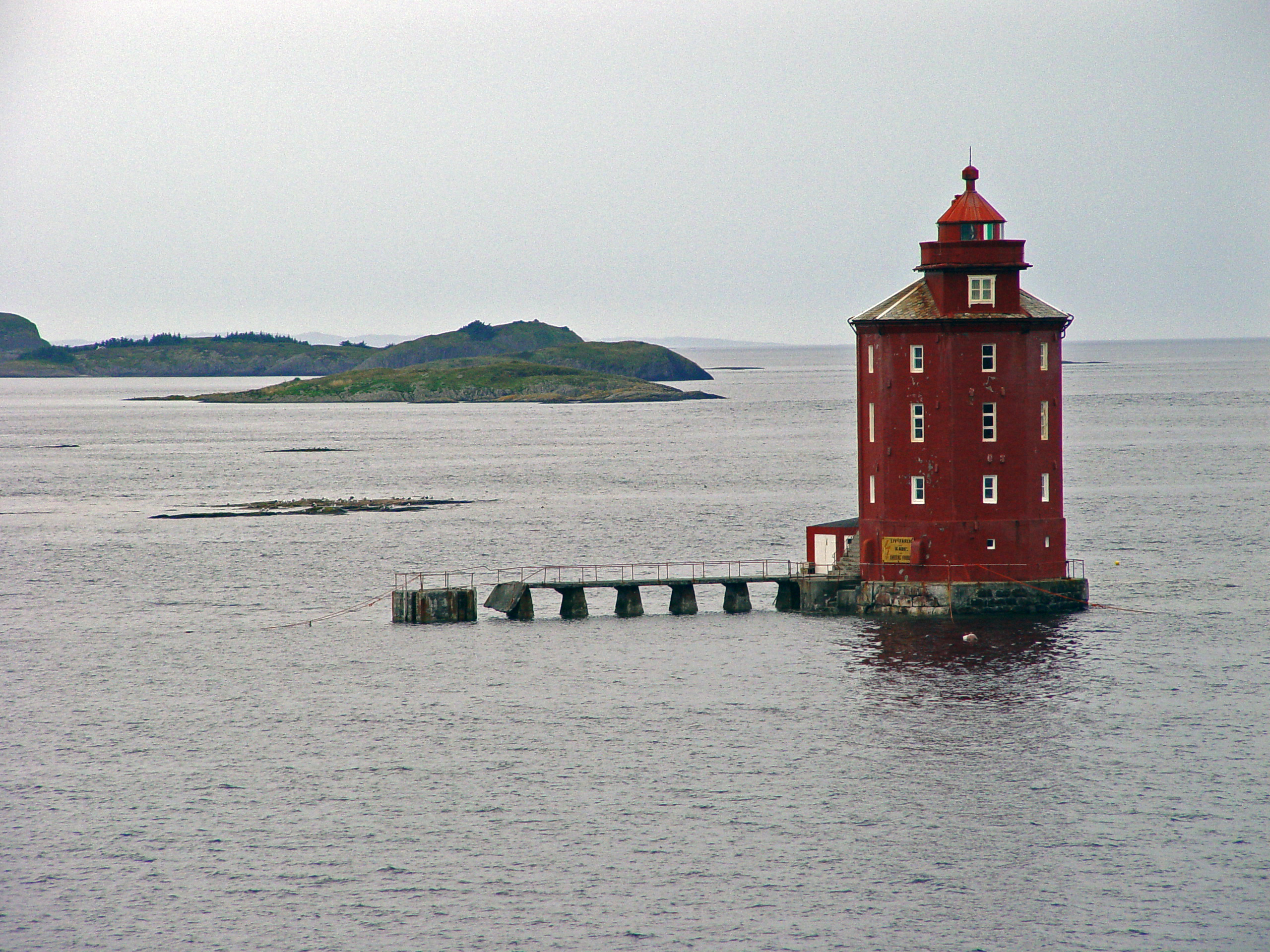
Береговий маяк на острові Kjeungskjær, Норвегія.

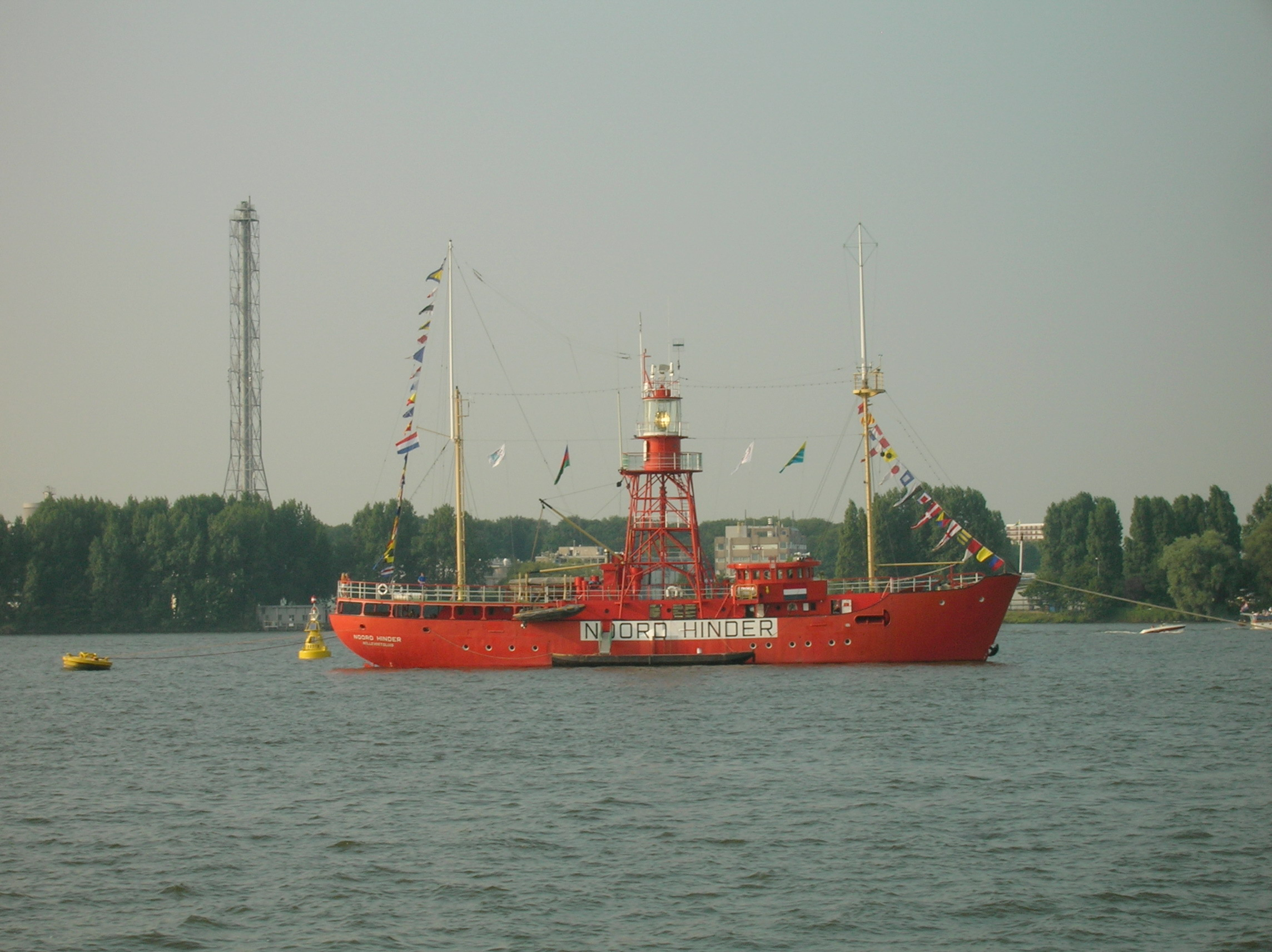
Плавучий маяк «Noord Hinder».

За місцем установки маяки розділяються на:
- Берегові — маяки встановлювані на березі, або в безпосередній близькості від нього, наприклад на прибережних островах.
- Морські або плавучі — маяки встановлювані на кораблях, використовуються далеко від берегової лінії і при входах в порт як лоцманська станція.

За функціональним призначенням маяки розділяються на:
- Пізнавальні — служать знаками при вході до порту, або в тому місці де судна міняють курс, а також для позначення небезпечних ділянок.
- Створні — вказують суднам вхід до гавані або порту.

Основні вимоги до маяків:
- Координати маяка повинні бути точно визначені і нанесені на карту.
- Маяк повинно бути добре видно і вдень і вночі.
- Вогонь маяка не повинен бути прийнятий за випадковий вогонь на березі.
- Маяк повинен мати туманну сигналізацію.

Основна відмінність маяка — стаціонарна, капітальна будівля або башта і певна характеристика маякового вогню. Як тимчасові, прості берегові споруди застосовуються бакени і віхи.

### Створні (простецеві)[4]вогні

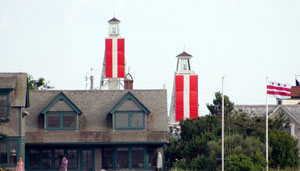
Створні маяки. Нантукет, Массачусетс

Маяк є точкою на горизонті, що для багатьох навігаційних потреб явно недостатньо. Для позначення проходів в порти, гирла річок, маяки можуть використовуватися як знаки створів. У цьому випадку використовуються два маяки різної висоти. Дальній маяк завжди вищий за ближнього — таким чином, якщо судно на правильному курсі, то з нього можна спостерігати обидва маяки одночасно, один над одним. Завдяки різниці висот знаків створів можна точно визначити, в яку сторону проводити коректування курсу.
Така система позначення була упроваджена в Європі в 1837 році і отримала назву «створних вогнів» (англ. Leading Lights). Вона застосовується не тільки в морській, але і в річковій навігації. Вогнями створів обладнаний шлях на Ельбі від Гамбурга до гирла річки.

## Принцип роботи

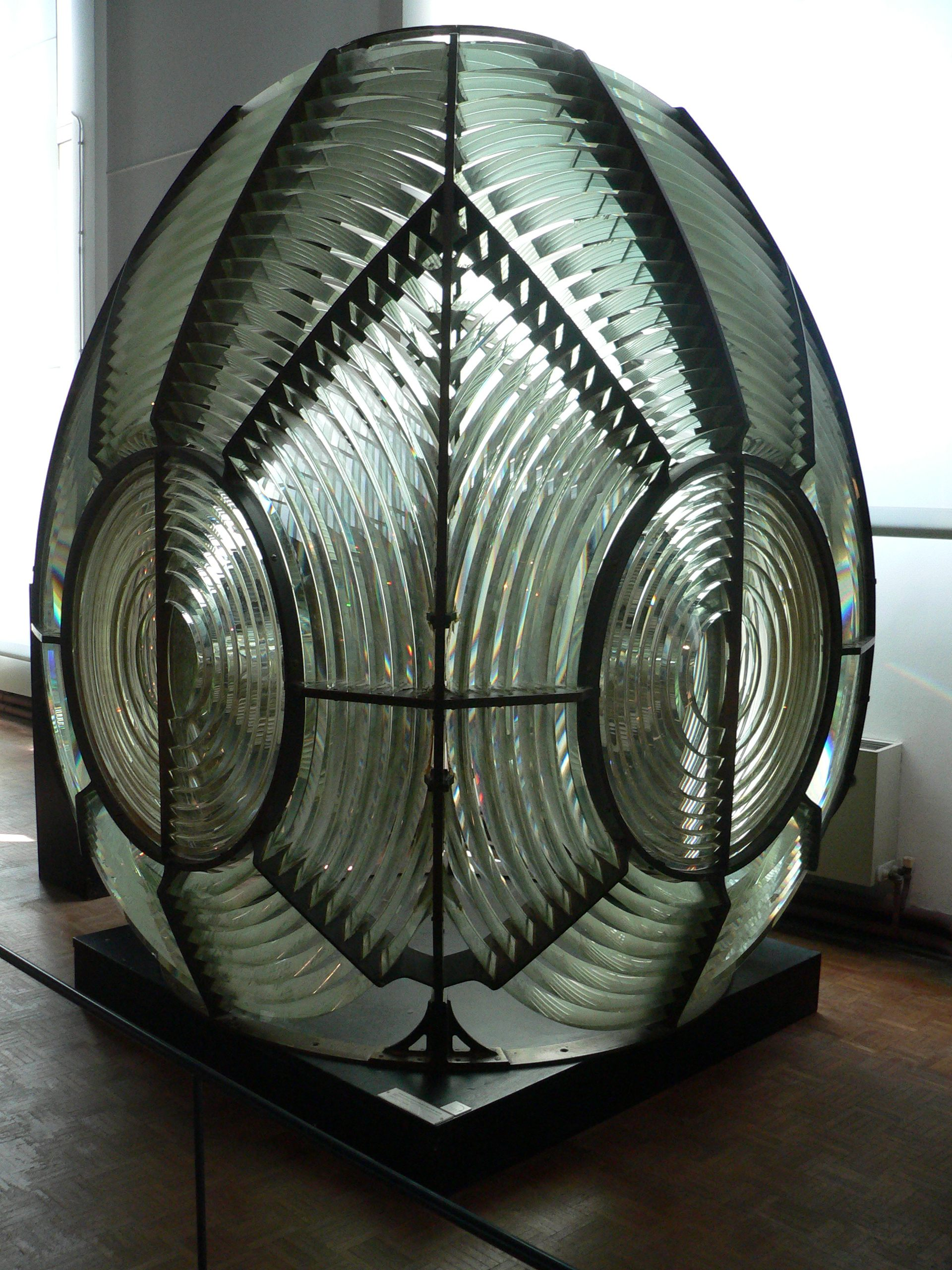
Лінзи Френеля в експозиції національного морського Музею. Париж, Франція.

Маяк у Вергі, Естонія.

Для забезпечення високої ефективності роботи маяка світло концентрується. У старих маяках світло :
- концентрується і випромінюється в горизонтальній площині,
- горизонтально концентроване світло випромінюється в декілька напрямків, напрямок променя періодично змінюється, таким чином, з одного боку покривається вся лінія горизонту, з іншої, за рахунок концентрації, світло видно з більшої відстані.

Концентрація світла забезпечується збіркою обертових лінз. У дуже старих маяках джерелом світла були гасові лампи, обертання лінз здійснювалося годинниковим механізмом, що приводиться в рух доглядачем маяка. Збірка лінз для зменшення тертя була занурена в ртуть. У сучасних маяках з обертовими дзеркалами годинниковий механізм приводиться в рух електродвигуном.
Ефективна концентрація світла для всенаправленого випромінювання вимагає важких і товстих лінз великого розміру. Спеціально для маяків застосуються лінзи Френеля, які при заданих параметрах вимагають при виробництві значно менше матеріалів, ніж лінзи, виготовлені за традиційною технологією.
Джерелами енергії в сучасних маяках служать електроенергія, що підводиться від електростанцій на березі, сонячна батарея або дизельні генератори. У морських маяках можуть застосуються Радіоізотопні термоелектричні генератори. Такий генератор змонтований на Ірбенському морському маяку, розташованому в районі банки Михайлівська в Ірбенській протоці Балтійського моря.
У сучасних автоматизованих маяках система лінз, що обертаються, замінена джерелом надзвичайно яскравого світла, яке випромінює короткі всенаправлені спалахи, тобто світло концентрується в часі, а не в просторі. Принцип роботи цих маяків схожий з аеродромними вогнями і габаритними вогнями на високих будовах. Замість постійного джерела світла спостерігач бачить короткі повторювані спалахи.

### Пізнання маяків при навігації
Застосування пульсуючого світла дозволяє створити для кожного маяка певну світлову схему, що дозволяє спостерігачеві ідентифікувати маяк. Наприклад, маяк в Шевенінгені дає спалахи з інтервалами 2,5 і 7,5 секунд. У денний час додатковим засобом пізнання маяка є забарвлення і форма башти.

### Навігаційні властивості маяків
Для спрощення проходження суднами небезпечних місць і мілин, башта маяка може мати характерне кольорове забарвлення з декількох смуг, так звана «денна мітка» (англ. day mark), в нічний час застосовуються секторні вогні (англ. sector lights), влаштовані таким чином, що дозволяють визначити, з якого боку судно підходить до маяка.
Кольори секторних вогнів:
- Білий — позначає безпечний для проходу сектор.
- Червоний — позначає ліворуч (англ. port) від безпечного сектора область для суден, які наближаються до маяка.
- Зелений — позначає праворуч (англ. starboard) від безпечного сектора область для суден, які наближаються до маяка.

Для цих же цілей застосовується спеціальна металева обробка, таким чином, для маяків і позначення секторів формуються унікальні радарні мітки.

## Обладнання маяків

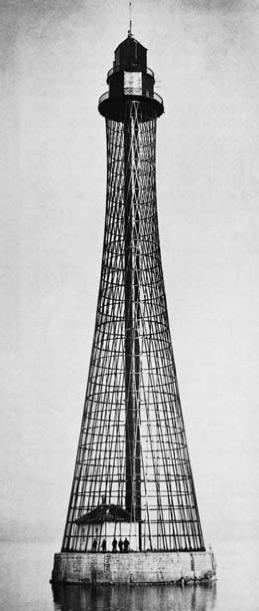
Аджигольський маяк біля Херсона, В. Г. Шухов,1911

Обладнання маяків складає:
- оптичне — маякові вогні (лампи розжарювання, світлодіоди).
- акустичне повітряне — наутофон, діафон, сирена.
- акустичне підводне — підводний дзвін, осцилятор.
- радіотехнічне — радіомаяк.

Всі засоби, встановлені на маяках: оптичні, акустичні і радіотехнічні працюють синхронно.

## Цікаві факти
- Найвідомішим нещасним випадком, пов'язаним з маяками, було таємне зникнення трьох доглядачів маяка підряд на Островах Фланнана в грудні 1900 року.
- У Франції берегова лінія не позначалася вогнями аж до 17 століття, робилося це для запобігання нападу піратів[5].
- Одна з небагатьох, що діє досі, церква-маяк — Вознесенська церква, споруджена в 1867 році на Секирній горі Великого Соловецького острова[6].
- Статуя Свободи з 1886 по 1902 роки використовувалася як маяк[7].
- Маяк Вестерліхтторен (Westerlichttoren) був зображений на нідерландській банкноті в 250 гульденів.

## У культурі

### Геральдика
Маяк використовується у геральдиці як гербова фігура. Зокрема, він зображений на гербі Південно-Тондернського повіту Німеччини.

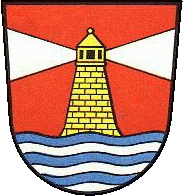
Південний Тондерн